# Линник Григорій Омелянович
Григо́рій Омеля́нович Ли́нник (нар. ? — пом. ?) — український педагог, статський радник.

## Життєпис

### Трудова діяльність
У джерелах стосовно державної служби починає згадуватися як викладач російської мови та літератури у Глухівському учительському інституті у 1884-1889 навчальних роках без чину, у 1889-1892 навчальних роках у чині надвірний радник, у 1892-1894 навчальних роках у чині колезький радник та у 1894-1895 навчальному році як викладач предметів Історія та Географія і цих же предметів вже у чині статський радник у 1895-1902 навчальних роках.
У місті Златополі працює викладачем предметів Історія та Географія чоловічої гімназії у 1902-1906 навчальних роках.

### Друковані праці
- Линник, Григорий Емельянович. Значение чудесного в мифе. — Воронеж : тип. В.И. Исаева, 1885. — 16 с.
- Линник, Григорий Емельянович. Образование слов в языке и задачи словопроизводства с образцами корнесловия. — Воронеж : тип. В.И. Исаева, 1888. — 60 с.
- Линник, Григорий Емельянович. Крепостное право в России : (Экон. его основы) : 1911 г. — Київ : тип. АО "Петр Барский в Киеве", 1911. — 26 с.

## Зазначення
1. ↑  Адрес-Календарь. Общая Роспись начальствующих и прочих должностных лиц в Российской Империи на 1885 год. Часть 1 и 2. Ч. 1 С. 418 [Архівовано 22 жовтня 2016 у Wayback Machine.](рос. дореф.)
2. ↑  Адрес-Календарь. Общая Роспись начальствующих и прочих должностных лиц в Российской Империи на 1886 год. Часть 1 и 2. Ч. 1 С. 414 [Архівовано 22 жовтня 2016 у Wayback Machine.](рос. дореф.)
3. ↑  Адрес-Календарь. Общая Роспись начальствующих и прочих должностных лиц в Российской Империи на 1887 год. Часть 1 и 2. Ч. 1 С. 410 [Архівовано 22 жовтня 2016 у Wayback Machine.](рос. дореф.)
4. ↑  1888. Адрес-Календарь. Общая роспись начальствующих и прочих должностных лиц по всем управлениям в Российской Империи, часть 1 и 2. Ч. 1 С. 409 [Архівовано 22 жовтня 2016 у Wayback Machine.](рос. дореф.)
5. ↑  1889. Адрес-календарь. Общая роспись начальствующих и прочих должностных лиц по всем управлениям в Российской Империи, часть 1 и 2. Ч. 1 С. 403 [Архівовано 22 жовтня 2016 у Wayback Machine.](рос. дореф.)
6. ↑  Адрес-календарь Российской Империи. (часть 1 и 2). Ч. 1 С. 403 [Архівовано 10 квітня 2011 у Wayback Machine.](рос. дореф.)
7. ↑  Адрес-календарь. Общая роспись начальствующих и прочих должностных лиц по всем управлениям в Российской Империи, часть 1 и 2. Ч. 1 С. 399 [Архівовано 22 жовтня 2016 у Wayback Machine.](рос. дореф.)
8. ↑  Адрес-календарь. Общая роспись начальствующих и прочих должностных лиц по всем управлениям в Российской Империи на 1892 год, часть 1 и 2. Ч. 1 С. 390 [Архівовано 22 жовтня 2016 у Wayback Machine.](рос. дореф.)
9. ↑  Адрес-календарь. Общая роспись начальствующих и прочих должностных лиц по всем управлениям в Российской Империи на 1893 год, часть 1 и 2. Ч. 1 С. 524 [Архівовано 22 жовтня 2016 у Wayback Machine.](рос. дореф.)
10. ↑  Адрес-Календарь. Общая Роспись начальствующих и прочих должностных лиц по всем управлениям в Российской Империи на 1894 год. Часть 1 и 2. Ч. 1 С. 528 [Архівовано 22 жовтня 2016 у Wayback Machine.](рос. дореф.)
11. ↑  Адрес-Календарь. Общая Роспись начальствующих и прочих должностных лиц по всем управлениям в Российской Империи на 1895 год. Часть 1 и 2. Ч. 1 С. 543 [Архівовано 2 лютого 2017 у Wayback Machine.](рос. дореф.)
12. ↑  Адрес-Календарь. Общая Роспись начальствующих и прочих должностных лиц по всем управлениям в Российской Империи на 1896 год. Часть 1 и 2. Ч. 1 С. 551 [Архівовано 20 грудня 2016 у Wayback Machine.](рос. дореф.)
13. ↑  Адрес-Календарь. Общая Роспись начальствующих и прочих должностных лиц по всем управлениям в Российской Империи на 1897 год. Часть 1 и 2. Ч. 1 С. 225 [Архівовано 20 грудня 2016 у Wayback Machine.](рос. дореф.)
14. ↑  Адрес-Календарь. Общая Роспись начальствующих и прочих должностных лиц по всем управлениям в Российской Империи на 1898 год. Часть 1 и 2. Ч. 1 С. 231 [Архівовано 26 лютого 2015 у Wayback Machine.](рос. дореф.)
15. ↑  Адрес-Календарь. Общая Роспись начальствующих и прочих должностных лиц во всем управлении Российской Империи. Часть 1 и 2. Ч. 1 С. 234 [Архівовано 7 травня 2017 у Wayback Machine.](рос. дореф.)
16. ↑  Адрес-Календарь. Общая роспись начальствующих и прочих должностных лиц по всем управлениям в Российской Империи на 1900 год, часть 1 и 2. Ч. 1 С. 240 [Архівовано 10 травня 2017 у Wayback Machine.](рос. дореф.)
17. ↑  Адрес-Календарь. Общая роспись начальствующих и прочих должностных лиц по всем управлениям в Российской Империи на 1901 год, часть 1 и 2. Ч. 1 С. 245 [Архівовано 10 квітня 2011 у Wayback Machine.](рос. дореф.)
18. ↑  Адрес-Календарь. Общая роспись начальствующих и прочих должностных лиц по всем управлениям в Российской Империи на 1902 год, часть 1 и 2. Ч. 1 С. 245 [Архівовано 10 травня 2017 у Wayback Machine.](рос. дореф.)
19. ↑  Памятная книжка Киевской губернии на 1903 год. С. 193 [Архівовано 3 листопада 2016 у Wayback Machine.](рос. дореф.)
20. ↑  Адрес-Календарь. Общая роспись начальствующих и прочих должностных лиц по всем управлениям в Российской Империи на 1904 год, часть 1. С. 244. [Архівовано 7 травня 2017 у Wayback Machine.](рос. дореф.)
21. ↑  Адрес-Календарь. Общая роспись начальствующих и прочих должностных лиц по всем управлениям в Российской Империи на 1905 год, часть 1 и 2. Ч. 1 С. 252 [Архівовано 7 травня 2017 у Wayback Machine.](рос. дореф.)
22. ↑  Адрес-Календарь. Общая роспись начальствующих и прочих должностных лиц по всем управлениям в Российской Империи на 1906 год, часть 1. С. 264. [Архівовано 5 листопада 2016 у Wayback Machine.](рос. дореф.)